# Neuroleon (Neuroleon) muzanus
Neuroleon (Neuroleon) muzanus is een insect uit de familie van de mierenleeuwen (Myrmeleontidae), die tot de orde netvleugeligen (Neuroptera) behoort. 
Neuroleon (Neuroleon) muzanus is voor het eerst wetenschappelijk beschreven door Navás in 1922.